# Pieter Hendrik Reynst
Pieter Hendrik Reynst (Amsterdam, 4 agosto 1723 – Arnhem, 26 maggio 1791) è stato un ammiraglio olandese, distintosi come comandante della squadra navale operante nel Mar Mediterraneo.
Rappresentò le autorità statali dei Paesi Bassi durante la visita indesiderata di John Paul Jones e del suo squadrone franco-americano, che per l'occasione alzava la sua insegna su una nave inglese catturata, la fregata Serapis, e all'arrivo di una squadra navale britannica gli intimò di salpare e lasciare immediatamente le acque olandesi.

## Biografia
Nacque ad Amsterdam il 4 agosto 1723, figlio di Jacob, tenente-ammiraglio presso l'Ammiragliato di Amsterdam, e di Eva Clifford. Entrò, come suo padre, in marina, fu promosso nel 1743 e divenne kapitein-ter-zee nel 1751. In quello stesso anno fu inviato in Marocco al comando di 8 navi. Nell'ottobre 1753 la reggente Anna lo nominò capitano ordinario dell'Ammiragliato di Amsterdam. Nel 1760 fu inviato ad Algeri alla testa di uno squadra di cinque navi, per esigere soddisfazione dal bey a causa del saccheggio di una nave olandese carica di merci e per portare i soliti doni di circostanza. Tre anni dopo vi ritornò di nuovo al fine di dirimere alcune controversie. Il 2 marzo 1761 sposò la signorina Johanna Sara Bicker (1731-1801), che gli diede due figli Johanna Sara e Pieter Hendrik. Fu promosso contrammiraglio nel 1772 e viceammiraglio nel 1779, quando assunse il comando della squadra navale presente a Texel, forte di 13 navi da guerra, in sostituzione del capitano di vascello Nicolaas Riemersma. In quanto tale, rappresentò le autorità statali dei Paesi Bassi durante la visita indesiderata di John Paul Jones e del suo squadrone franco-americano. Dimostrò chiaramente di essere tutt'altro che entusiasta della presenza di Jones, che per l'occasione alzava la sua insegna su una nave inglese catturata, la fregata Serapis, e all'arrivo di una squadra navale britannica gli intimò di salpare e lasciare immediatamente le acque olandesi.
Nel 1780, su suggerimento del principe Statolder, fu nominato commissario straordinario del magazzino e del cantiere di falegnameria dell'Ammiragliato di Amsterdam, e poco dopo membro del consiglio segreto, o dipartimento della marina, e promosso tenente colonnello.
A partire dal 13 dicembre 1783 fu inviato nel Mar Mediterraneo a capo di uno squadra navale, a protezione del traffico marittimo e degli interessi nazionali.  Il 20 gennaio 1784 la sua squadra navale, all'ancora a Malaga, Spagna, prese parte ai festeggiamenti in onore del compleanno di re Carlo III. Nell'occasione le navi olandesi spararono salve di saluto al re. Il giorno 28 dello stesso mese le sue navi giunsero a Minorca. Dopo una violenta tempesta nel golfo di Narbonna, raggiunse il punto di raccolta designato di Tolone, in Francia, con solo 3 navi della sua squadra. Il vascello di linea Drenthe si capovolse il 3 febbraio e affondò.
Da lì fu richiamato nei Paesi Bassi con le sue navi, a causa delle dispute in corso con l'Imperatore Giuseppe II, e fu assegnato con la sua squadra a proteggere l'area sul fiume Schelda. Immediatamente diede gli ordini necessari per tenere chiuso l'approccio all'estuario della Schelda, prendendo tutte le misure ritenute necessarie. L'8 ottobre 1784 uno dei suoi subordinati, il tenente di vascello Cuperus, fermò un brigantino, che, contrariamente agli ordini esistenti, voleva salpare da Anversa verso il mare. Si temette che l'Imperatore considerasse questo incidente come una provocazione di guerra, ma su consiglio della Francia, alla fine, trovò un compromesso con la firma del trattato di Fontainebleau. Durante il periodo dei Patrioti, egli, come la grande maggioranza degli ufficiali di marina, rimase fedele al principe Guglielmo V d'Orange. Promosso tenente-ammiraglio nel 1789, si spense ad Arnhem il 26 maggio 1791.

### Annotazioni
1. ↑  I resoconti di questa e della precedente spedizione, da lui redatti, e durante la quale ricoprì il grado temporaneo di viceammiraglio, si trovano presso l'Archivio di Stato olandese.
2. ↑  La squadra era formata dal vascello da 74 cannoni Vrijheid (nave ammiraglia), da uno da 68, lo Admiraal de Ruyter, uno da 60 e tre da 44.

### Fonti
1. 1 2 3 4 5 6 7  Biografisch Woordenboek van Nederland.
2. 1 2 3 4 5 6 7 8 9 10  Biografisch Woordenboek van Nederland.
3. ↑  James Boswell.
4. 1 2  Government Printing Office 1907, p. 152.
5. ↑  de Jonge 1845, p. 365.
6. 1 2  de Jonge 1845, p. 366.
7. 1 2  de Jonge 1845, p. 368.
8. ↑  de Jonge 1845, p. 367.